# Svetovno prvenstvo v nordijskem smučanju 1938
Svetovno prvenstvo v nordijskem smučanju 1938 je petnajsto svetovno prvenstvo v nordijskem smučanju, ki je potekalo med 24. in 28. februarjem 1938 v Lahtiju, Finska, v petih disciplinah.

## Dobitniki medalj

### Smučarski teki
| Disciplina | Zlato                                                                         | Zlato   | Srebro                                                                  | Srebro  | Bron                                                                       | Bron    |
| 18 km      | Pauli Pitkänen                                                                | 1:09,37 | Alfred Dahlqvist                                                        | 1:10,02 | Kalle Jalkanen                                                             | 1:10,56 |
| 50 km      | Kalle Jalkanen                                                                | 4:06,09 | Alvar Rantalahti                                                        | 4:10,44 | Lars Bergendahl                                                            | 4:10,54 |
| 4 x 10 km  | Finska · Jussi Kurikkala · Martti Lauronen · Pauli Pitkänen · Klaes Karppinen | 2:38:42 | Norveška · Ragnar Ringstad · Olav Økern · Arne Larsen · Lars Bergendahl | 2:42:30 | Švedska · Sven Hansson · Donald Johansson · Sigurd Nilsson · Martin Matsbo | 2:43:05 |

### Nordijska kombinacija
| Disciplina | Zlato            | Zlato  | Srebro         | Srebro | Bron             | Bron   |
| Posamično  | Olaf Hoffsbakken | 432,60 | John Westbergh | 412,80 | Hans Vinjarengen | 411,20 |

### Smučarski skoki
| Disciplina        | Zlato        | Zlato | Srebro             | Srebro | Bron         | Bron  |
| Velika skakalnica | Asbjørn Ruud | 226,4 | Stanisław Marusarz | 226,1  | Hilmar Myhra | 225,0 |

## Medalje po državah
| Poz | Država   | Zlato | Srebro | Bron | Skupaj |
| 1   | Finska   | 3     | 1      | 1    | 5      |
| 2   | Norveška | 2     | 1      | 3    | 6      |
| 3   | Švedska  | 0     | 2      | 1    | 3      |
| 4   | Poljska  | 0     | 1      | 0    | 1      |